# Chàng thổi tiêu xứ Hamelin
Chàng thổi tiêu xứ Hameln (tiếng Đức: Ratenfänger von Hameln) là một truyền thuyết trung đại xuất hiện sớm nhất tại thành Hameln năm 1300 và tồn tại tới nay qua nhiều dị bản chép tay.

## Nội dung
Năm 1284, thị trấn Hameln trải qua một trận dịch chuột, do không thể chống lại bọn chuột nên thị trưởng đã treo thưởng một nghìn đồng vàng cho ai đuổi được chuột. Ngày hôm sau có một chàng trai đến và thổi sáo dẫn dụ lũ chuột lần lượt nhảy xuống dòng sông Weser. Khi làm xong, chàng trai đến nhận thưởng thì chỉ được đưa 50 đồng vàng. Quá tức giận, vào ngày lễ thánh John và Paul, người lớn đều tập trung ở nhà thờ Hamelin, chàng trai đã thổi sáo dẫn dụ tất cả trẻ em trong làng đi theo ra sau núi rồi biến mất. Chỉ còn ba đứa trẻ bị điếc, què và câm là ở lại. Nguyên nhân những đứa trẻ mất tích có thể là do bão hoặc giống như đàn chuột lúc trước. Không thể là do dịch hạch vì dịch hạch xảy ra vào thế kỷ 14, 15.